# Marie-Laure Groult
Marie-Laure Groult (París, 1970) es una botánica, taxónoma y profesora francesa.
Desarrolla su carrera académica y científica, como profesora de botánica, en el Laboratorio de Botánica-Micología de la Facultad de Ciencias, Universidad de Ruan

## Algunas publicaciones
- lakhdar Djarri, kamel Medjroubi, salah Akkal, abdelhakim Elomri, elisabeth Seguin, marie-laure Groult, philippe Vérité. 2008. Variability of Two Essential Oils of Kundmannia sicula (L.)DC., A Traditional Algerian Medicinal Plant. Molecules 13: 812-817[3]
- marie-laure Groult. 1999. Pilea microphylla (L.) Liebm. (Urticaceae) et taxons affins néotropicaux : aspects biogéographique, ethnobotanique et écologique : application comme matériel expérimental. Tesis doctoral, Muséum national d'histoire naturelle. Incluye bibliografía y referencias (hojas 231-259).
- ------------------------. 1999. Apport de l'étude des cystolithes foliaires à la taxinomie du complexe néotropical Pilea microphylla (L.) Liebm. et espèces affines. ACADÉMIE DES SCIENCES III - SCIENCES DE LA VIE 322 (9):817-823[4]

## Membresías
- de la Société Botanique de France[5]